# The Mystery of the Empty Room
The Mystery of the Empty Room è un cortometraggio muto del 1915 diretto da Cortland Van Deusen.

## Produzione
Il film fu prodotto dalla Vitagraph Company of America.

## Distribuzione
Distribuito dalla General Film Company, il film - un cortometraggio in due bobine - uscì nelle sale cinematografiche statunitensi il 30 novembre 1915.